# Xavier Espot Zamora
Xavier Espot Zamora (sinh ngày 30 tháng 10 năm 1979, Escaldes-Engordany) là một chính trị gia người Andorra. Ông là cựu bộ trưởng tư pháp và hiện là thủ tướng Andorra kể từ 16 tháng 5 năm 2019.

## Sự nghiệp
Dưới thời chính phủ của Antoni Martí, từ ngày 25 tháng 7 năm 2012 đến ngày 28 tháng 2 năm 2019, ông là bộ trưởng các vấn đề xã hội, tư pháp và nội vụ, kế tục Rosa Ferrer Obiols. 
Ông từ chức Bộ trưởng vào ngày 29 tháng 2 năm 2019 để chuẩn bị ứng cử vào vị trí thủ tướng trong cuộc tổng tuyển cử năm 2019.
Zamora có bằng và bằng thạc sĩ Luật tại Khoa của Trường Quản lý và Kinh doanh Cấp cao (ESADE). Ngoài ra, ông còn có bằng Nhân văn tại Khoa Triết học của Đại học Ramon Llull ở Barcelona.
Vào ngày 11 tháng 9, 2023, Espot Zamora công khai là đồng tính nam trong một cuộc phỏng vấn với Ràdio Nacional d'Andorra.